# Prästtjärnen (Brunskogs socken, Värmland)
Prästtjärnen är en sjö i Arvika kommun i Värmland och ingår i Göta älvs huvudavrinningsområde.